# توماسو ألان
توماسو ألان (بالإيطالية: Tommaso Allan؛ بالإنجليزية: Tommaso Allan) هو لاعب اتحاد الرغبي إيطالي وبريطاني، ولد في 26 أبريل 1993 في فيتشنزا في إيطاليا.

## وصلات خارجية
- توماسو ألان على موقع دوري الرغبي الممتاز (الإنجليزية)
- توماسو ألان عل موقع إسبنسكروم (الإنجليزية)
- توماسو ألان على موقع ItsRugby.co.uk (الإنجليزية)